# Comuna Davîdiv Brid, Velîka Oleksandrivka
Davîdiv Brid (în ucraineană Давидів Брід) este o comună în raionul Velîka Oleksandrivka, regiunea Herson, Ucraina, formată din satele Bilohirka, Davîdiv Brid (reședința) și Zaporijjea.

## Demografie
Componența lingvistică a comunei Davîdiv Brid
     Ucraineană (96,01%)
     Rusă (3,29%)
     Alte limbi (0,56%)
Conform recensământului din 2001, majoritatea populației comunei Davîdiv Brid era vorbitoare de ucraineană (96,01%), existând în minoritate și vorbitori de rusă (3,29%).